# Талисман
Талисман е предмет с религиозни или магически сили, чиято цел е да защитава, лекува или наранява хората, за които са направени. Това обикновено са преносими вещи, носени по различни начини, макар да могат да се вграждат перманентно в архитектурни елементи. Талисманите са тясно свързани с амулетите, изпълнявайки много от същите роли, но основната разлика е в тяхната форма и материали, като талисмани често могат да бъдат предмети като дрехи, оръжия и други, които са надписани с магически текстове.
Талисмани се използват в много цивилизации през историята, като някои от тях имат връзка с астрологически, научни или религиозни практики.